# Resident Evil (sèrie de pel·lícules)
Les pel·lícules de Resident Evil són l'adaptació cinematogràfica nord-americana de la sèrie de videojocs del mateix nom. Són publicades sota el títol de Resident Evil i distribuïdes per Screen Gems. Cap de les cintes és canònica dins de la cronologia dels videojocs, però sí adapten les trames particulars o generals d'aquests i inclouen als personatges de la franquícia, per exemple, Jill Valentine, Claire Redfield i Chris Redfield, Albert Wesker, Leon S. Kennedy, Ada Wong i Barry Burton.
La protagonista de totes les cintes és Alice Abernathy (Milla Jovovich), qui obté poders sobre naturals al llarg de les pel·lícules en les que fa front a les hordes de zombies.

## Producció
El gener de 1997, Constantine film va adquirir els drets de la franquícia Resident evil amb Alan B. McElroy al capdavant dels guionistes. Ja en el 2001, Columbia TriStar va adquirir finalment l'exclusivitat de distribució per a la pel·lícula a Nord Amèrica adjudicant-li un pressupost de 40 milions de dòlars.
George A. Romero va ser contractat per Sony i Capcom per dirigir i escriure Resident evil. No obstant això, el seu guió va ser rebutjat posteriorment i no es va incloure al director en la pel·lícula final. El productor Yoshiki Okamoto va explicar als editors de Electronic Gaming Montlhy que «el guió de Romero no era bo, així que Romero va ser acomiadat».
Contractat per Sony, Paul W. S. Anderson —Mortal Kombat— va escriure un guió que fou l'escollit en detriment del guió de Romero. A la fi del 2000, la companyia va anunciar que Anderson dirigiria i escriuria el guió de Resident evil fent així que la pel·lícula tornés a estar en fase de pre producció. Anderson va afirmar que la pel·lícula no contindria relació alguna amb la sèrie de videojocs, ja que «aquestes són molt comuns i "Resident evil" [···] mereixia una bona representació» en la pantalla gran. La pel·lícula va començar a rodar-se el 5 de març a Berlín tenint com a actors a Michelle Rodríguez, James Purefoy, Eric Mabius i Milla Jovovich. Aquesta va interpretar a Alice com a protagonista d'aquesta primera pel·lícula i les cinc següents.
Després de l'èxit de la primera pel·lícula, una segona, titulada Resident evil: apocalypse, va començar a estar en fase de producció en el 2003 tenint prevista a la seva estrena en el 2004. A causa de la pel·lícula Alien vs. Predator en la qual Anderson va aparèixer com a director la participació del realitzador no va estar confirmada. Finalment es va escollir com a realitzador a Alexander Witt, sent el seu debut com a director, encara que havia aparegut com a director de fotografia en diverses pel·lícules xXx, El cas Bourne. Com en la pel·lícula anterior, Constantine va finançar aquest lliurament.

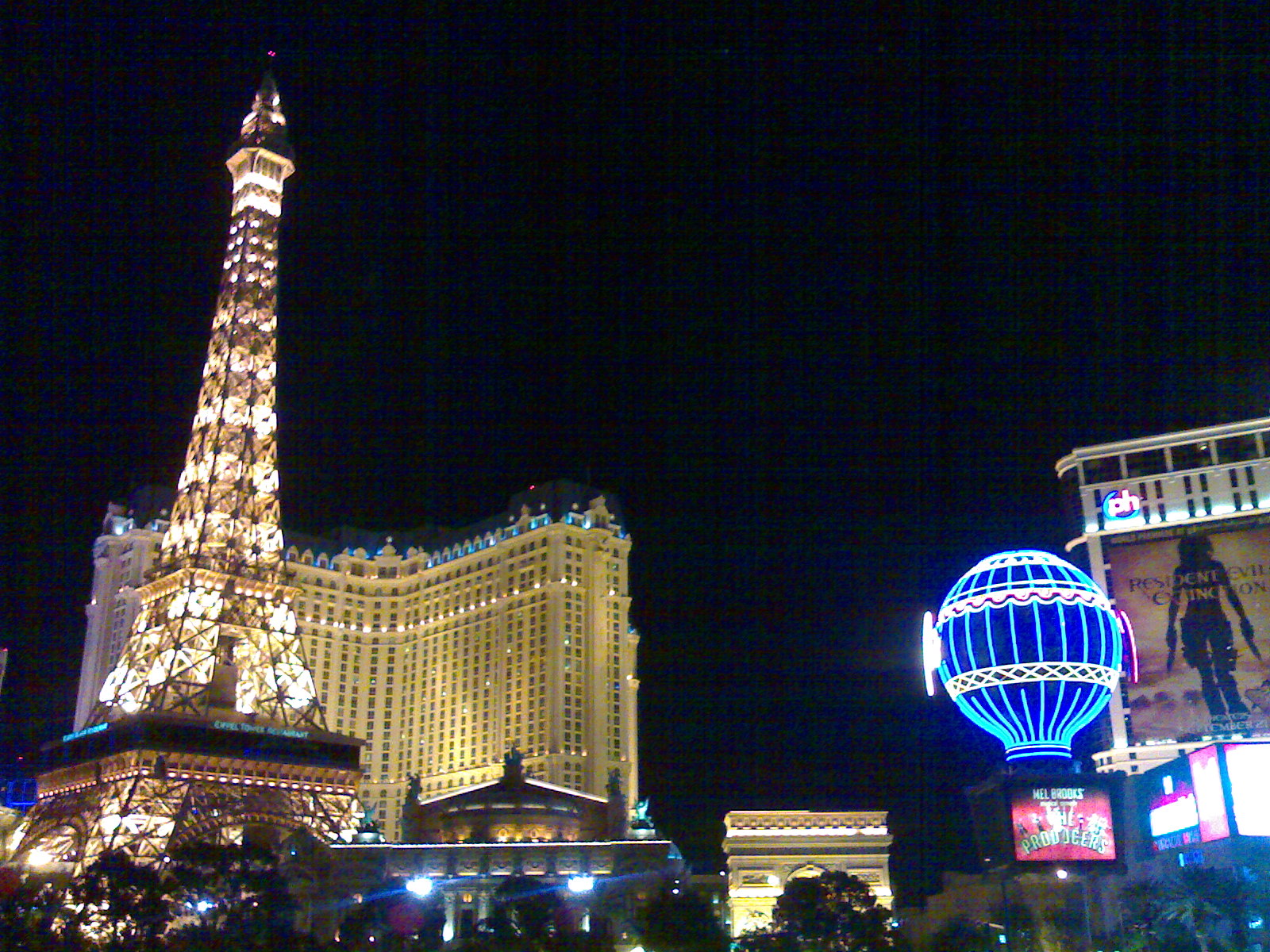
Cartell publicitari a Las Vegas

Al novembre de 2005 es va conèixer que Screen Gems havia adquirit els drets per a la tercera part de la franquícia. Aquesta portaria per nom Resident evil: ultratomba. Es va anunciar també que Anderson tornaria com a escriptor. L'enregistrament es va dur a terme a Mèxic i va ser estrenada el 21 de setembre de 2007 com Resident evil: extinció.
Abans de llançar el tercer lliurament, Constantin ja preparava llançar una quarta pel·lícula de la saga. Aquesta seria l'inici d'una nova trilogia, d'acord amb el planejat per Anderson abans d'iniciar la seva filmació. En principi ambientat al Japó, la pel·lícula va ser confirmada per a la seva estrena en cinemes a la fi del 2010. Resident evil: ultratomba es va filmar en 3D amb el sistema desenvolupat per James Cameron i Vince Pastura per a la pel·lícula Avatar de 2009. La pel·lícula va obtenir un pressupost de 60 milions de dòlars, rècord en la franquícia Resident evil fins a aquesta data.
Es va estrenar als cinemes una cinquena pel·lícula anomenada Resident evil: venjança el 14 de setembre de 2012. L'enregistrament va ser a Toronto, Canadà, des de mitjan octubre al 23 de desembre de 2011, convertint-la en el tercer lliurament a ser filmada a Toronto. Paul S.W. Anderson va tornar com a director i guionista, Glen McPherson va contribuir com a director de fotografia i Kevin Phipps com a productor de disseny.
Tant Jovovich com Guillory —Jill Valentine— van ser confirmades per reprendre els papers anteriors. Boris Kodjoe va tornar com Luther. Colin Salmon qui va interpretar a Un i Michelle Rodriguez que va interpretar a Rain Ocampo en la primera pel·lícula, van tornar a reprendre els papers. Ode Fehr qui ja interpretés a Carlos Olivera en la segona i tercera part de la saga, va tornar a reprendre el paper en aquest últim lliurament fins a aquesta data. Es van prendre tres nous personatges del videojoc per aparèixer en la pel·lícula: Johann Urb va interpretar a Leon S. Kennedy, Kevin Durand com Barry Burton i Li Bingbing com Ada Wong.
Originalment, Anderson va planejar gabar alhora Venjança i un sisè lliurament, encara que finalment va decidir centrar-se únicament en la cinquena part de la sèrie de pel·lícules. En la mateixa entrevista, Anderson va dir que si Venjança arribava a vendre's ben econòmicament parlant llavors es faria un sisè lliurament que tancaria el cicle de pel·lícules en aquesta última part. Rory Bruer va dir a Variety que Sony va confirmar que s'estrenaria un sisè lliurament, amb Milla Jovovich en el paper principal. El 4 de març es va anunciar que el sisè lliurament s'estrenaria possiblement el 12 de setembre de 2014. El 13 de març de 2013 es va confirmar que Anderson seria el director de la pel·lícula.
En una entervista amb Forbes el productor Samuel Harida va dir que una sisena i setena Resident evil estarien planejades i a més un possible reinicio. «Hi hauria una més, una altra, i estic segur que començarà des del principi» va dir Harida. «Spider-Man ho va fer. Per què no Resident evil? Pots tornar a la idea original, el començament de tot. Pots treure personatges. Pots fer que evolucionin. Pots viure en aquest món molt fàcilment. Saps, els personatges estan morts i encara estan aquí».

## Pel·lícules
| Nº | Pel·lícula                      | Any de llançament | Director            |
| -- | ------------------------------- | ----------------- | ------------------- |
| 1. | Resident Evil                   | 2002              | Paul W. S. Anderson |
| 2. | Resident Evil: Apocalipsi       | 2004              | Alexander Witt      |
| 3. | Resident Evil: Extinció         | 2007              | Russell Mulcahy     |
| 4. | Resident Evil: Afterlife        | 2010              | Paul W. S. Anderson |
| 5. | Resident Evil: Venjança         | 2012              | Paul W. S. Anderson |
| 6. | Resident Evil: El Capítol Final | 2017              | Paul W. S. Anderson |

### Resident Evil(2002)
Les pel·lícules de Resident Evil són l'adaptació cinematogràfica nord-americana de la sèrie de videojocs del mateix nom. Són publicades sota el títol de Resident Evil i distribuïdes per Screen Gems. Cap de les cintes és canònica dins de la cronologia dels videojocs, però sí adapten les trames particulars o generals d'aquests i inclouen als personatges de la franquícia, per exemple, Jill Valentine, Claire Redfield i Chris Redfield, Albert Wesker, Leon S. Kennedy, Ada Wong i Barry Burton.
El Virus T, que converteix a les persones en zombis, s'ha deslligat en un centre de recerca anomenat el panal. La Corporació Umbrella ho desconeix, així que envia a un equip per saber per què la Reina Vermella —l'ordinador que controla tot el centre de recerca del panal— va assassinar tots dins. Quan els homes arriben, dels guàrdies del Rusc troben solament a Alice, en estat d'amnèsia temporal. Junts s'endinsen en el Rusc per saber què ha passat havent d'enfrontar-se als cadàvers reanimats i les bioarmes que s'hi desenvolupaven.

### Resident Evil: Apocalipsi(2004)
Després d'escapar del laboratori de Umbrella on va ser usada com a objecte d'experimentació Alice (Milla Jovovich) descobreix que, malgrat tots els seus esforços, els zombis han aconseguit sortir del centre de recerca —el Rusc— i han arribat a Racoon City. Ara, coneix a un grup de supervivents (Carlos Oliviera i Jill Valentine) i intentarà evitar l'inevitable: l'Apocalipsi en una lluita contrarellotge per poder escapar de la ciutat i sobreviure a les hordes de zombis, perseguits per la BOW, Némesis que ha estat programat per acabar amb tots els S.T.A.R.S. i amb Alice.

### Resident Evil: Extinció(2007)
Malgrat la intervenció de la corporació Umbrella en la pandèmia de Racoon City, el virus T va aconseguir sobreviure i es va expandir cap a la resta del món, delmant a la població i al planeta. Ara, Alice i un grup de supervivents —entre ells Carlos Oliviera i Claire Redfield— intenten viatjar a través del desert Mojave fins a Alaska, on es diu que la pandèmia encara no ha arribat, en un afany d'escapar de l'apocalipsi zombi. Però la Corporació Umbrella segueix estant interessada en Alice i en els secrets latents en la seva sang.

### Resident Evil: Ultratomba(2010)
Després d'aconseguir transportar als supervivents a Alaska i acabar amb el mutat Dr. Sam Isaacs, Alice s'embarca en una venjança personal contra la seu de la Corporació Umbrella en la qual queda privada dels seus poders i ha tornat a ser un humà ordinari. Després d'això, cerca i rescata en Los Angeles als supervivents restants de la pandèmia del Virus-T, els qui s'uneixen en contra d'Albert Wesker, el president de la Corporació Umbrella i així poder rescatar a la resta de supervivents. Tancats en una presó a Los Angeles i perseguits per zombis i per Axeman, Alice, Chris Redfield, Claire Redfield i la resta tractaran de sobreviure.
Tant Jovovich com Guillory —Jill Valentine— van ser confirmades per reprendre els papers anteriors. Boris Kodjoe va tornar com Luther. Colin Salmon qui va interpretar a Un i Michelle Rodriguez que va interpretar a Rain Ocampo en la primera pel·lícula, van tornar a reprendre els papers. Ode Fehr qui ja interpretés a Carlos Olivera en la segona i tercera part de la saga, va tornar a reprendre el paper en aquest últim lliurament fins a aquesta data. Es van prendre tres nous personatges del videojoc per aparèixer en la pel·lícula: Johann Urb va interpretar a Leon S. Kennedy, Kevin Durand com Barry Burton i Li Bingbing com Ada Wong.

### Resident Evil: Venjança (2012)
L'última i única esperança de la raça humana, Alice, desperta en el cor d'una de les instal·lacions més clandestines de la Corporació Umbrella i descobreix més coses del seu misteriós passat a mesura que aprofundeix en el complex. Alice continua en la seva cerca dels responsables de l'esclat del virus, una caça que li portarà per les seqüències de Tòquio a Nova York, suburbis de Washington DC i Moscou, culminant el seu viatge en una al·lucinant revelació que l'obligarà a reconsiderar tot el que fins ara pensava que era cert. Alice, interpreta diversos models bàsics com a mestressa de casa, soldat per umbrella i executiva.

## Repartiment
| Personatge                   | Pel·lícula            | Pel·lícula                       | Pel·lícula                     | Pel·lícula                       | Pel·lícula                     | Pel·lícula                             |
| Personatge                   | Resident Evil (2002)  | Resident Evil: Apocalipsi (2004) | Resident Evil: Extinció (2007) | Resident Evil: Ultratomba (2010) | Resident Evil: Venjança (2012) | Resident Evil: El Capítol Final (2016) |
| ---------------------------- | --------------------- | -------------------------------- | ------------------------------ | -------------------------------- | ------------------------------ | -------------------------------------- |
| Alice Abernathy              | Milla Jovovich        | Milla Jovovich                   | Milla Jovovich                 | Milla Jovovich                   | Milla Jovovich                 | Milla Jovovich                         |
| Rain Ocampo                  | Michelle Rodriguez    | Michelle Rodriguez               | Michelle Rodriguez             |                                  |                                |                                        |
| Mattew Addison/Némesis       | Eric Mabius           | Matthew G. Taylor                |                                |                                  |                                |                                        |
| James "One" Shade            | Colin Salmon          | Colin Salmon                     |                                |                                  |                                |                                        |
| Spence Parks                 | James Purefoy         |                                  |                                |                                  |                                |                                        |
| Txad Kaplan                  | Martin Crewes         |                                  |                                |                                  |                                |                                        |
| JD Salines                   | Pasquale Aleardi      |                                  |                                |                                  |                                |                                        |
| Dra. Lisa Addison            | Heike Makatsch        |                                  |                                |                                  |                                |                                        |
| La Reina Vermella            | Michaela Dicker       | Megan Charpentier                | Megan Charpentier              |                                  |                                |                                        |
| Jill Valentine               | Sienna Guillory       | Sienna Guillory                  | Sienna Guillory                | Sienna Guillory                  |                                |                                        |
| Carlos Olivera               | Oded Fehr             | Oded Fehr                        | Oded Fehr                      | Oded Fehr                        |                                |                                        |
| Lloyd Jefferson (L.J.) Wayne | Mike Epps             | Mike Epps                        |                                |                                  |                                |                                        |
| Dr. Sam Isaacs               | Iain Glen             | Iain Glen                        |                                |                                  |                                |                                        |
| Dr. Charles Ashford          | Jared Harris          |                                  |                                |                                  |                                |                                        |
| Angela (Angie) Ashford       | Sophie Vavasseur      | Sophie Vavasseur                 |                                |                                  |                                |                                        |
| Terri Morales                | Sandrine Holt         |                                  |                                |                                  |                                |                                        |
| Peyton Wells                 | Razaaq Adoti          |                                  |                                |                                  |                                |                                        |
| Nicholai Ginovaeff           | Zack Ward             |                                  |                                |                                  |                                |                                        |
| Timothy Cain                 | Thomas Kretschmann    |                                  |                                |                                  |                                |                                        |
| Claire Redfield              | Ali Larter            | Ali Larter                       | Ali Larter                     |                                  |                                |                                        |
| K-dt                         | Spencer Locke         | Spencer Locke                    | Spencer Locke                  |                                  |                                |                                        |
| Albert Wesker                | Jason O'Mara          | Shawn Roberts                    | Shawn Roberts                  | Shawn Roberts                    |                                |                                        |
| La Reina Blanca              | Madeline Carroll      |                                  |                                |                                  |                                |                                        |
| Slater                       | Matthew Marsden       |                                  |                                |                                  |                                |                                        |
| Mikey                        | Christopher Egan      |                                  |                                |                                  |                                |                                        |
| Chase                        | Linden Ashby          |                                  |                                |                                  |                                |                                        |
| Infermera Betty              | Ashanti (cantant)     |                                  |                                |                                  |                                |                                        |
| Otto                         | Joe Hursley           |                                  |                                |                                  |                                |                                        |
| Luther West                  | Boris Kodjoe          | Boris Kodjoe                     |                                |                                  |                                |                                        |
| Chris Redfield               | Wentworth Miller      | Wentworth Miller                 |                                |                                  |                                |                                        |
| Bennett Sinclar              | Kim Coates            |                                  |                                |                                  |                                |                                        |
| Angel Ortiz                  | Sergio Peris-Mencheta |                                  |                                |                                  |                                |                                        |
| Crystal Waters               | Kacey Barnfield       |                                  |                                |                                  |                                |                                        |
| Kim Young                    | Norman Yeung          |                                  |                                |                                  |                                |                                        |
| Wendell                      | Fulvio Cecere         |                                  |                                |                                  |                                |                                        |
| Dona infectada               | Mika Nakashima        | Mika Nakashima                   |                                |                                  |                                |                                        |
| Leon S. Kennedy              | Johann Urb            | Johann Urb                       |                                |                                  |                                |                                        |
| Ada Wong                     | Li Bingbing           | Li Bingbing                      |                                |                                  |                                |                                        |
| Barry Burton                 | Kevin Durand          |                                  |                                |                                  |                                |                                        |
| Becky                        | Aryana Engineer       | Aryana Engineer                  |                                |                                  |                                |                                        |
| Sergei                       | Robin Kasyanov        |                                  |                                |                                  |                                |                                        |
| Tony                         | Ofilio Portillo       |                                  |                                |                                  |                                |                                        |

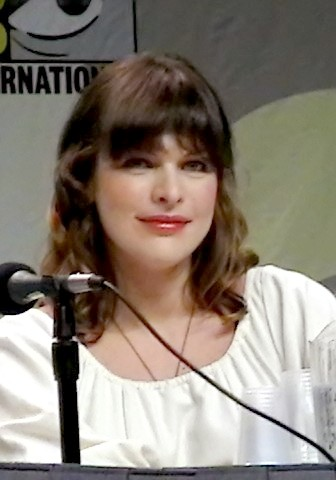
Milla Jovovich (Alice)
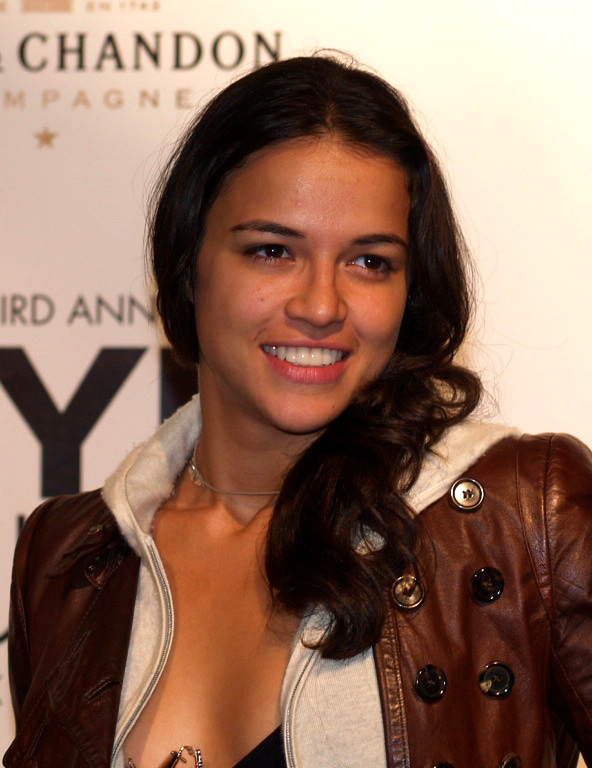
Michelle Rodriguez (Rain Ocampo)
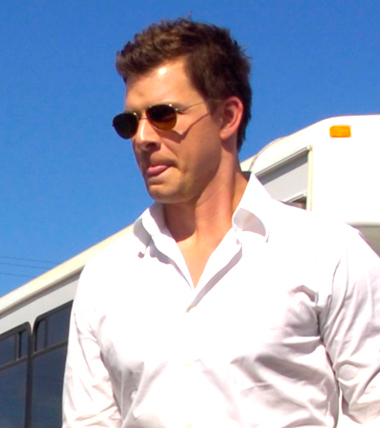
Eric Mabius (Matthew Addison, Nemesis)
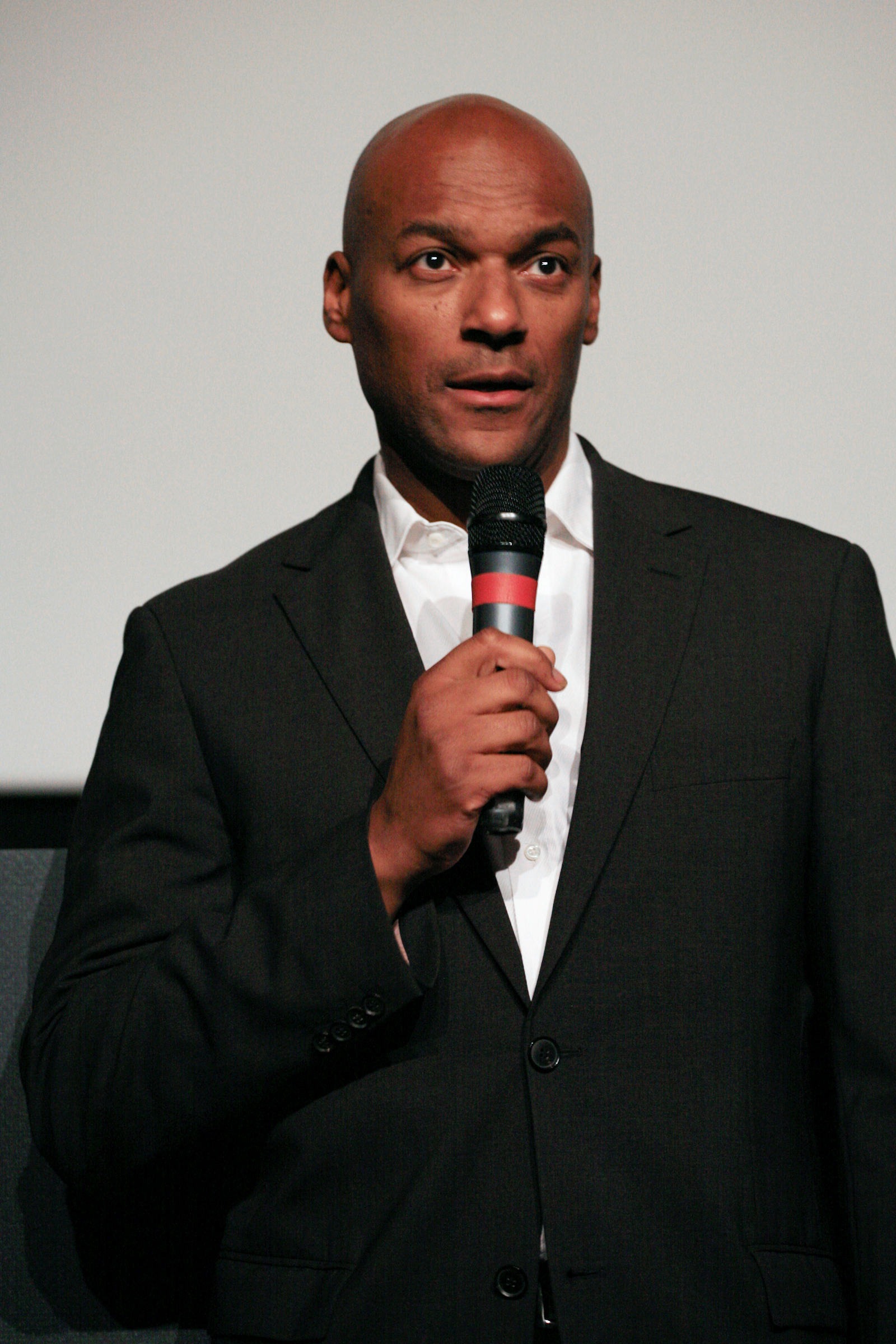
Colin Salmon (James Shade One)
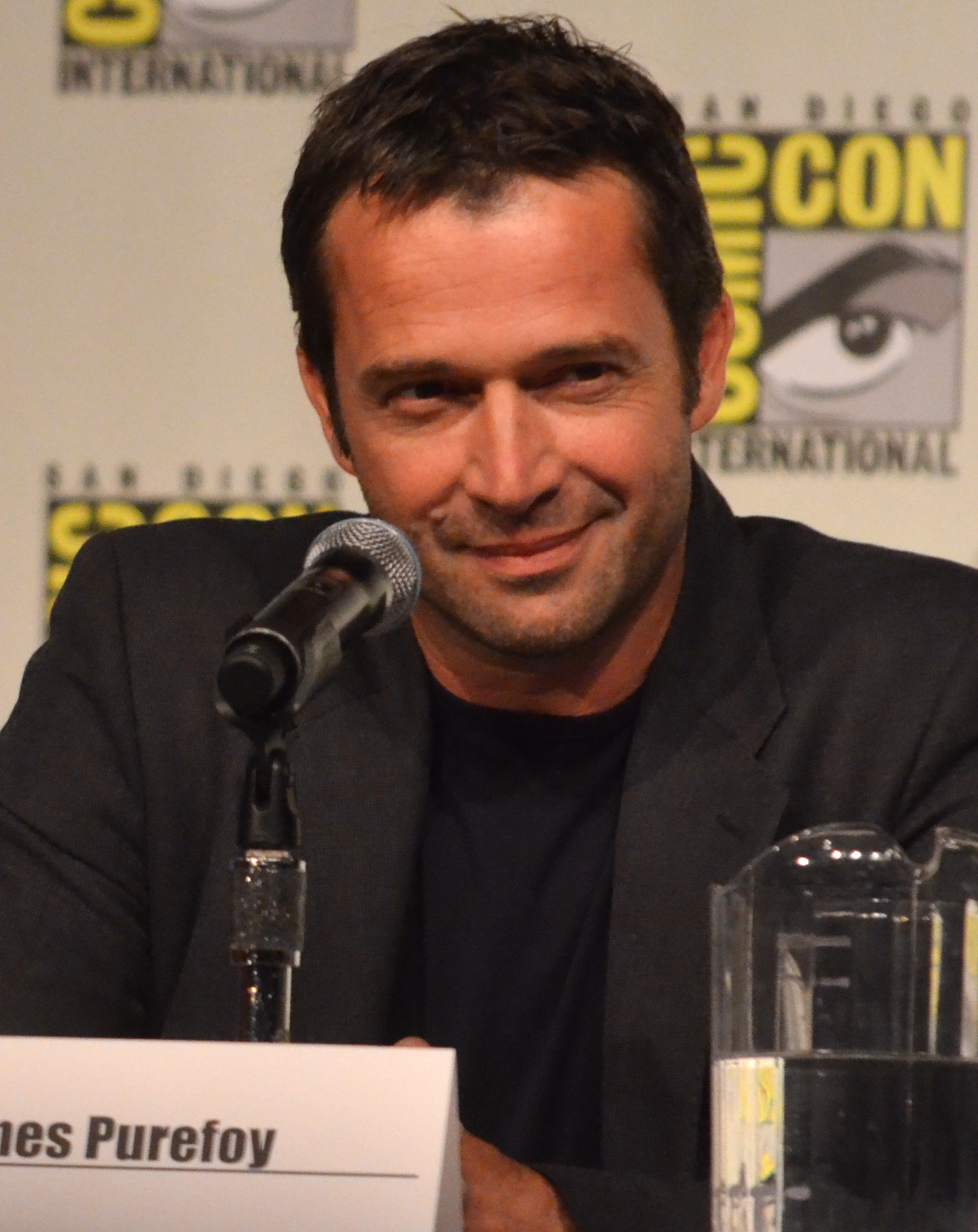
James Purefoy (Spence Parks)
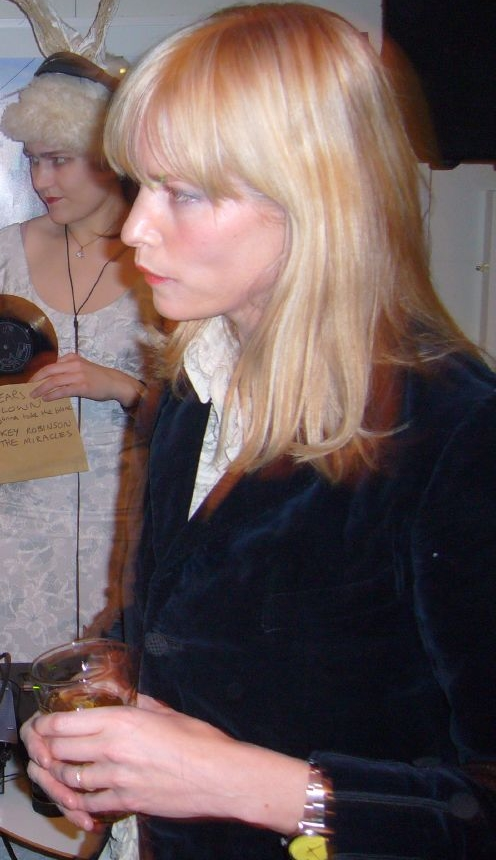
Sienna Guillory (Jill Valentine)
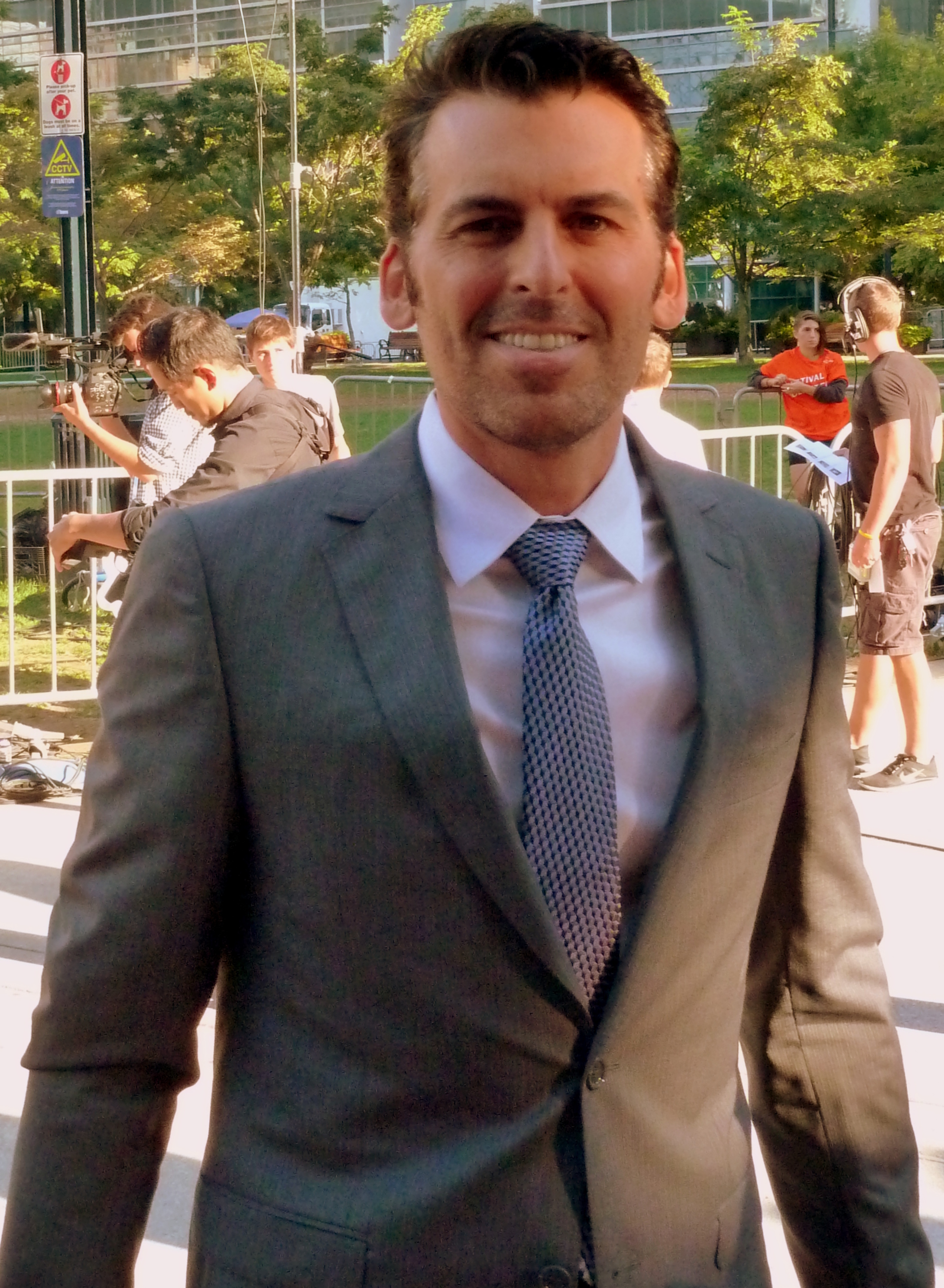
Oded Fehr (Carlos Olivera)
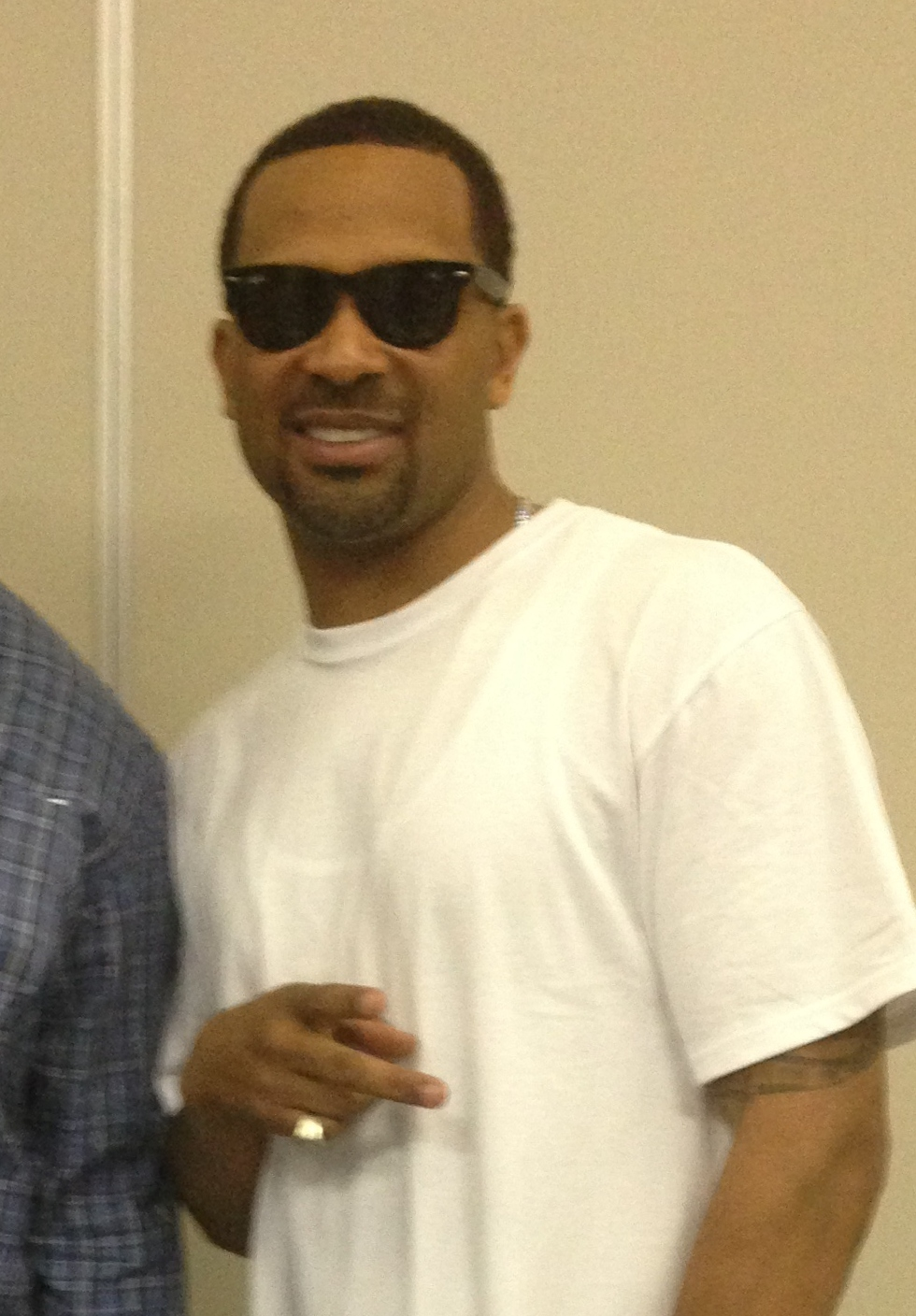
Mike Epps (Lloyd Jefferson Wayne/LJ)
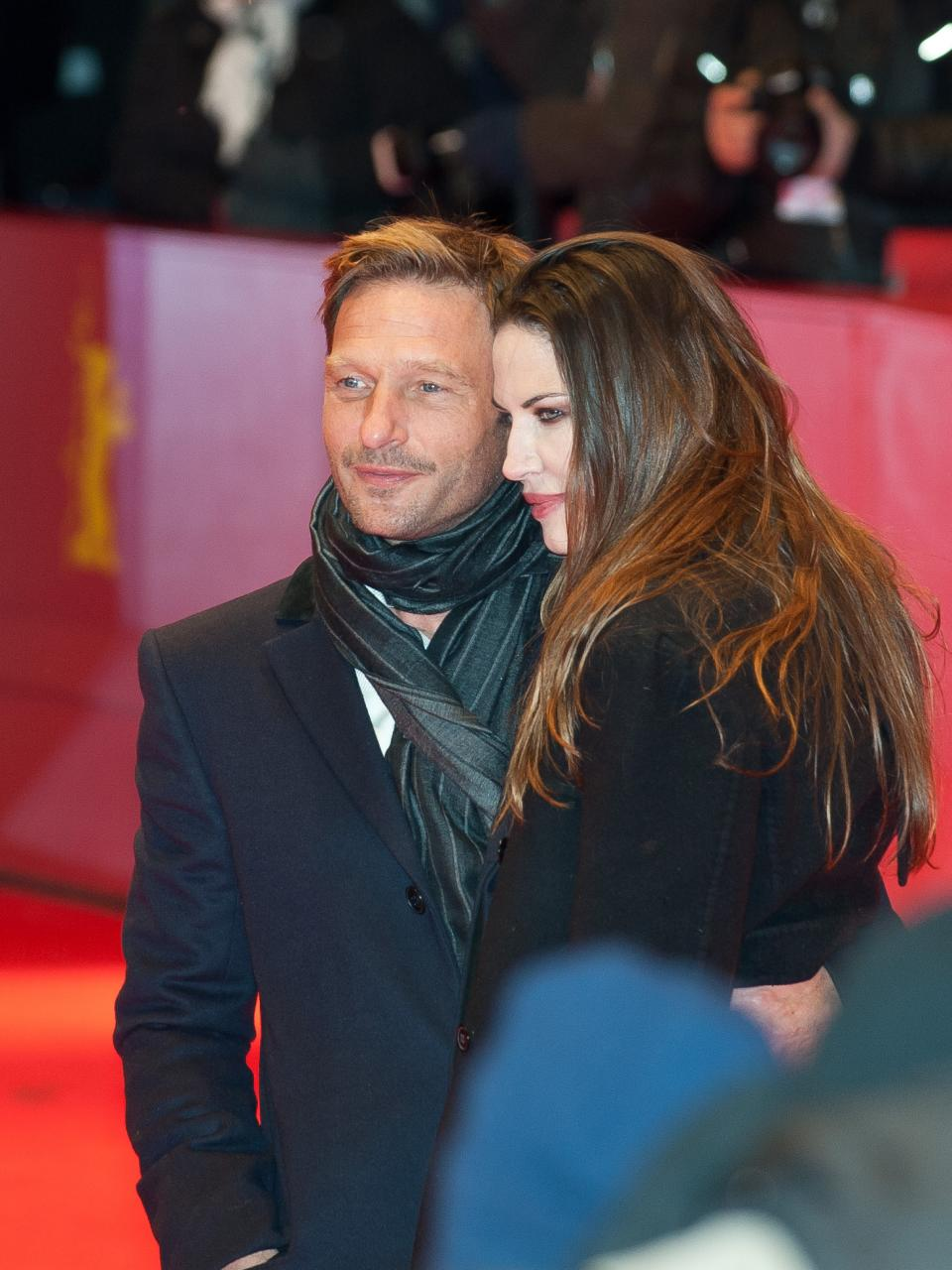
Thomas Kretschmann (Timothy Cain)
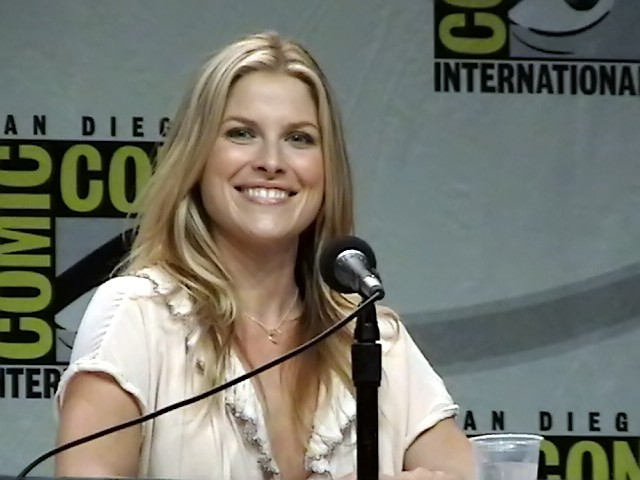
Ali Larter (Claire Redfield)
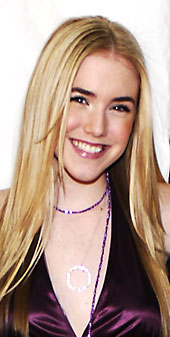
Spencer Locke (K-mart)
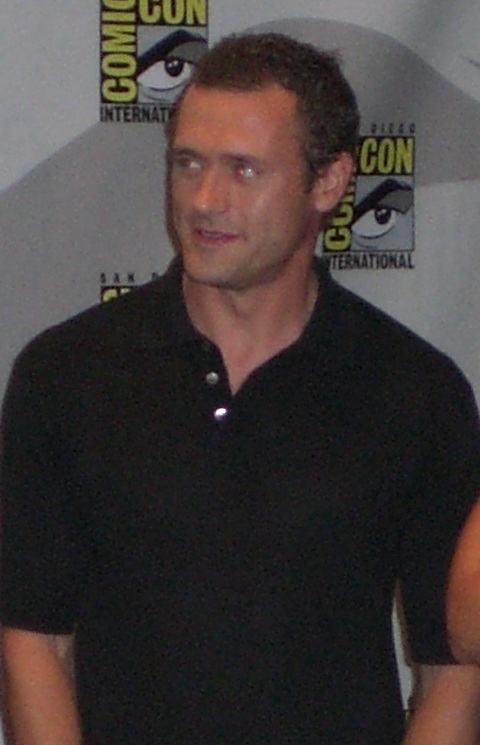
Jason O'Mara (Albert Wesker Resident Evil III)
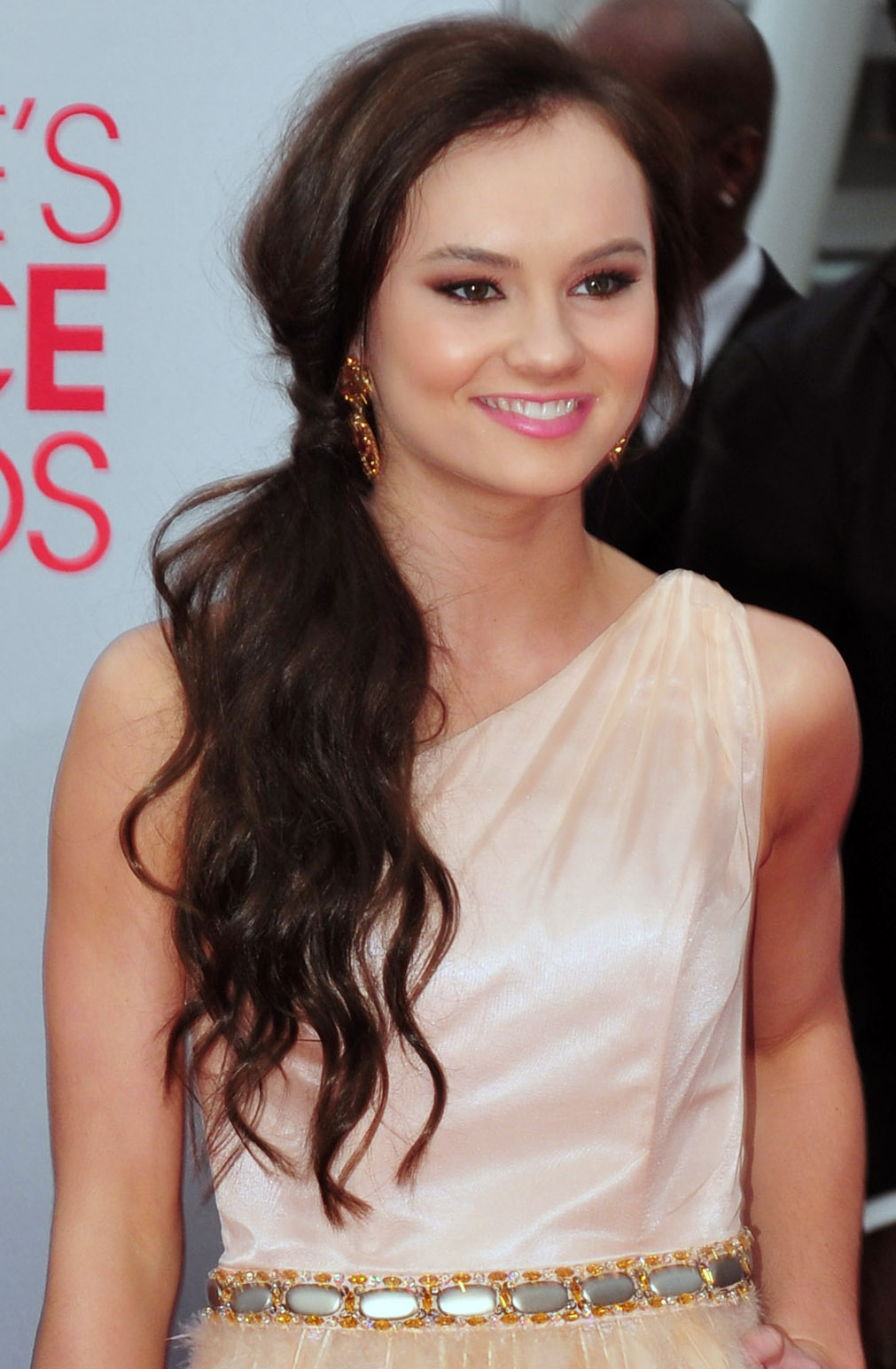
Madeline Carroll (La Reina Blanca)
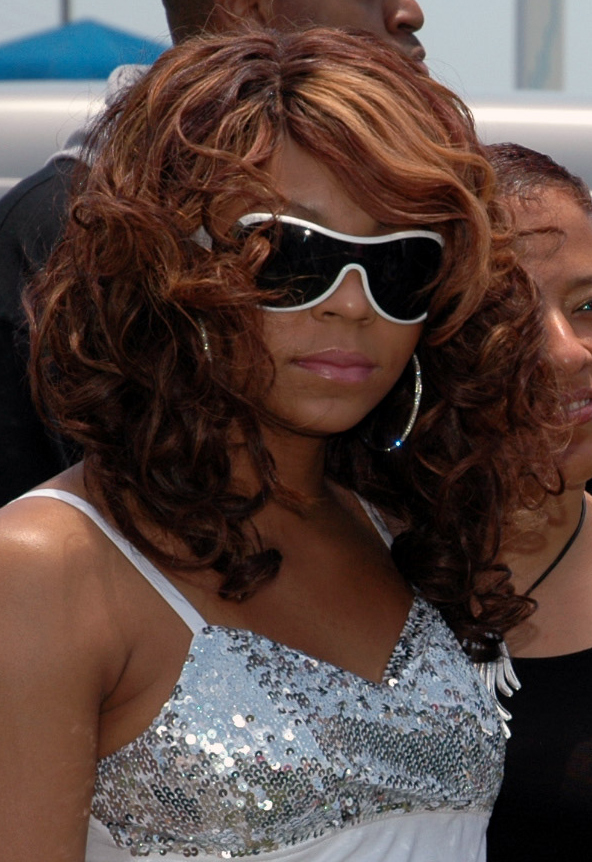
Ashanti (infermera Betty)
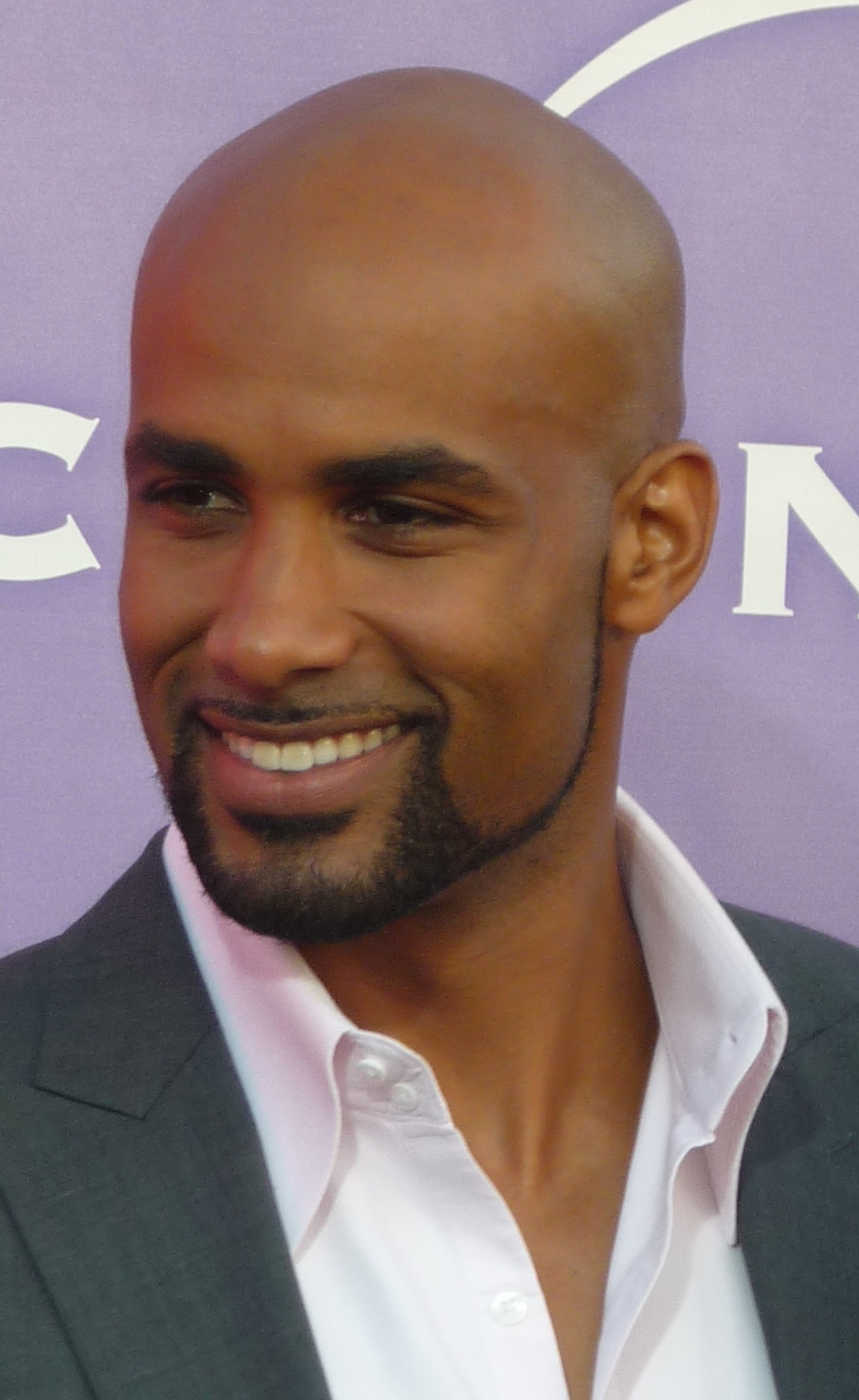
Boris Kodjoe (Luther West)
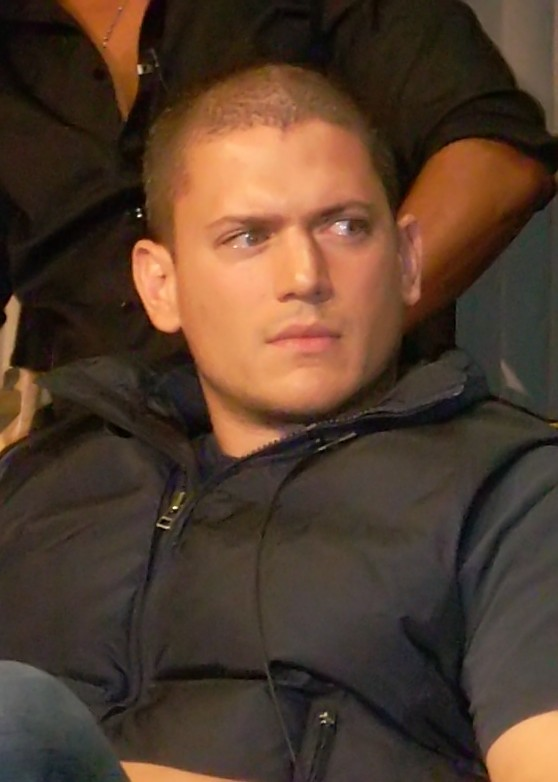
Wentworth Miller (Chris Redfield)
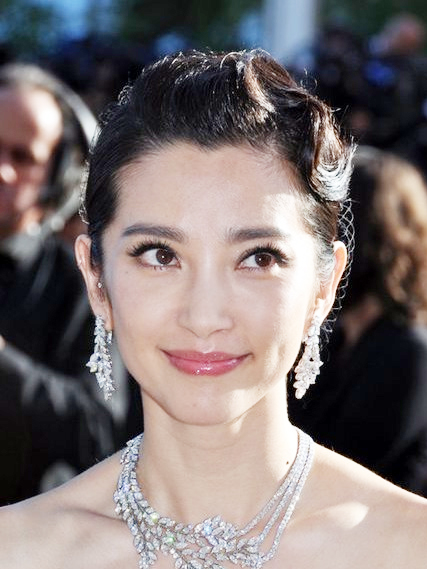
Li Bingbing (Ada Wong)

## Recepció
| Pelicula                  | Rotten Tomatoes     | Rotten Tomatoes    | Rotten Tomatoes | Metacritic        | CinemaScore | IMDB               |
| Pelicula                  | Crítica             | Crítics importants | Audiència       | Metacritic        | CinemaScore | IMDB               |
| ------------------------- | ------------------- | ------------------ | --------------- | ----------------- | ----------- | ------------------ |
| Resident Evil             | 33% (123 ressenyes) | 19% (26 ressenyes) | 68%             | 33 (24 ressenyes) | B           | 6.7 (198 447 vots) |
| Resident Evil: Apocalipsi | 21% (124 ressenyes) | 10% (29 ressenyes) | 61%             | 35 (26 ressenyes) | B           | 6.2 (151 374 vots) |
| Resident Evil: Extinció   | 22% (94 ressenyes)  | 21% (14 ressenyes) | 58%             | 41 (12 ressenyes) | B-          | 6.3 (149 358 vots) |
| Resident Evil: Ultratomba | 23% (95 ressenyes)  | 42% (12 ressenyes) | 49%             | 37 (14 ressenyes) | B-          | 5.9 (131 265 vots) |
| Resident Evil: Venjança   | 31% (65 ressenyes)  | 17% (12 ressenyes) | 52%             | 39 (17 ressenyes) | C+          | 5.4 (104 657 vots) |
| Mitjana                   | 26%                 | 22%                | 58%             | 37                | B-          | 6.1                |

## Adaptació cinematogràfica de Capcom
Les pel·lícules de gràfics per ordinador són fetes per Capcom. Per a la primera, cridada Resident Evil Degeneration, els protagonistes van ser Leon S. Kennedy i Claire Redfield; per a la seva seqüela, Resident Evil: Damnation, Leon és novament el principal protagonista; aquest es troba enmig d'una guerra en un país d'Europa. També, hi ha una pel·lícula anomenada Resident Evil: 4D Executer, protagonitzada per alguns membres del UBCS de Umbrella.
| Any de llançament | Pel·lícula                  | Desenvolupador/Notes              |
| ----------------- | --------------------------- | --------------------------------- |
| 2000              | Resident Evil: 4D Executer  | Oohata Kouich, pren lloc en 1998. |
| 2008              | Resident Evil: Degeneration | Capcom, pren lloc en 2005.        |
| 2012              | Resident Evil: Damnation    | Capcom, pren lloc en 2011.        |